# Diamantis Chouchoumis
Diamantis Chouchoumis  (Aliveri, 17 de julio de 1994) es un futbolista griego. Juega de defensa y su equipo es el Kifisia F. C. de la Superliga de Grecia.

## Trayectoria
El 29 de octubre de 2012, hizo su debut oficial con el Panathinaikos en un partido de la Superliga de Grecia contra el OFI Creta. Normalmente juega como lateral izquierdo y proviene de las categorías inferiores del club. El 22 de diciembre de 2014 marcó su primer gol con el Panathinaikos ante el Kerkyra. El 1 de abril de 2014, se anunció la renovación con el Panathinaikos hasta el 30 de junio de 2018.
El 29 de julio de 2017, el Slovan Bratislava hizo oficial el fichaje de Chouchoumis, firmó un contrato por un año y se desconoce la cifra total del traspaso, el jugador de 23 años no estaba en los planes de temporada del entrenador griego, Marinos Ouzounidis. 
El 11 de julio de 2018, Chouchoumis se marcha como agente libre al Vojvodina Novi Sad serbio. El 25 de febrero de 2019, Chouchoumis y el Vojvodina rescindieron mutuamente el contrato. 
El 10 de julio de 2019, llegó al Apollon Smyrnis como agente libre.
El 1 de julio de 2023, llegó al Asteras Trípoli F. C. como agente libre, luego de su paso por el Panetolikos F. C. de Grecia. 

## Selección nacional
Después de ser habitual en las convocatorias de la selección griega sub-19 desde 2011, en 2015, cuando cumplió 21 años de edad, debutó con la selección griega sub-21.

## Clubes
| Club                  | País       | Año       |
| --------------------- | ---------- | --------- |
| Panathinaikos         | Grecia     | 2012-2017 |
| Slovan Bratislava     | Eslovaquia | 2017-2018 |
| Vojvodina Novi Sad    | Serbia     | 2018-2019 |
| Apollon Smyrnis       | Grecia     | 2019-2021 |
| Panetolikos F. C.     | Grecia     | 2021-2023 |
| Asteras Trípoli F. C. | Grecia     | 2023-2025 |
| Kifisia F. C.         | Grecia     | 2025-act. |

## Palmarés

### Títulos nacionales
| Título             | Club              | País       | Año  |
| ------------------ | ----------------- | ---------- | ---- |
| Copa de Grecia     | Panathinaikos     | Grecia     | 2014 |
| Copa de Eslovaquia | Slovan Bratislava | Eslovaquia | 2018 |